# شلل الوجه النصفي
شلل الوجه النصفي[بحاجة لمصدر] أو الشَّلَلُ الوَجْهِيُّ المُحِيطِيُّ أو شَلَلُ بِيلْ أو شَلَلُ بِلْ أو الضَّجَم أو الفَجَم (بالإنجليزية: Bell's palsy، وأطلق عليه هذا الاسم نسبة إلى الطبيب الاسكتلندي تشالرز بيل الذي درس ووصف واكتشف علاقة هذه الإصابة بالعصب الوجهي، كان ذلك في القرن التاسع عشر الميلادي)‏

وشلل الوجه النصفي هو نوع من الشلل الوجهي، وهو عبارة عن شلل أو ضعف يصيب أكثر من نصف عضلات الوجه السفلى نتيجة إصابة العصب القحفي السابع ويكون السبب في أغلب الحالات مجهولاً. وتحدث الإصابة به فجأة، وتشفى أغلب الحالات أي ما يقارب 75% إلى 85% خلال الأسابيع الثلاث الأولى من الإصابة. ويصيب كل الفئات العمرية بما فيها الأطفال ونسبته بين الرجال والنساء متساوية ولكنه يزيد في مراحل الحمل الأخيرة، وتتفاقم إصابته مع مرضى السكري. كما أنه يمكن أن يصيب جانبي الوجه في نفس الوقت. وتزيد نسبته في فصل الشتاء.
ونستعرض علم الأمراض لهذه الإصابة نجد انه يقسم إلى ثلاث أنواع، فالإصابة المعتدله أو البسيطة تؤدي إلى مايسمى بالشلل المؤقت للعصب “neuropraxia” وفي هذه الإصابة هي الشائعة ويكون العصب سليم ولكن سرعة توصيلة تكون بطيئة مقارنة بالطبيعي وتشفى سريعاً. اما النوع الثاني وهي الإصابة المتوسطة قد تؤدي إلى قطع تدفق بلازما المحور في العصب وبالتالي قطع المحور العصبي حيث يحدث تدهور وانتكاس للعصب من 2-3 أسابيع. ويحدث الشفاء التام خلال شهرين. اما النوع الثالث وهي الإصابة الخطيرة قطع العصب الوجهي “neurotmesis” ويحدث التدهور والانتكاس خلال مدة قصير من 3-5 أيام وفيه يحدث النمو للعصب ببط شديد حيث يتراوح نمو العصب من 2 إلى 3 ملم باليوم، والشفاء يتطلب وقتا طويلاً وربما ينتهي الامر بالمريض بما يسمى التزامن أو الالتحام “synkinesis” وهو عباره عن فشل العصب الوجهي في الشفاء فتحدث أن تنمو الياف عصبية جديدة بعد حدوث الشلل خلف العصب تتصل بطريقة خاطئة بعضلات الوجه وهذا يعتبر ضرر أو إعاقة دائمة فينتج عن ذلك حدوث بعض الاعراض مثل: نزول الدموع عند الاكل، وعند محاولة الابتسام ترمش العين، رجفه وتشنجات عضلية بالوجه.

## العصب السابع
العصب السابع يشبه إلى حد كبير سلك هاتف يحتوي على 7000 ليفه عصبيه فرديه كل ليفه عصبيه تحمل الإشارات الكهربائية إلى عضله معينه بالوجه، فتنتقل هذه الإشارات العصبية «المعلومات» خلال اليفه العصبية لعصب الوجه لتتجه إلى عضله معينه لتجعل الشخص يضحك، أو يبكي أو يبتسم وهذا يعني ان العصب يعمل على إحداث التعابير المختلفة بالوجه لذا فقد أسماه بعض العلماء عصب التعابير الوجهيه. إن العصب السابع لا يحمل فقط المعلومات إلى العضلات بل تشمل مسئوليته الغدد الدمعية، والغدد اللعابية وعضلة العظم الركابي في الاذن الوسطى وكذلك يكون مسئولا عن التذوق في مقدمة اللسان.
فهذه الوظائف المعقدة جدا للعصب الوجهي قد تتأثر نتيجة أي ضرر يلحق بالعصب فينتج عنها بعض الاعراض التي سنذكرها لاحقا والتي من أهمها: جفاف العين أو الفم، ارتجاف، ضعف أو شلل الوجه، أو اضطراب التذوق.
والم بالاذن

## الأعراض الشائعة
بشكل مما يجعل المصاب ينعزل عن المجتمع وهذه أحد أهم اثاره النفسية والاجتماعيه على المصاب. ومن أهم الاعراض: عدم القدرة على إغماض العين، عدم القدرة على تجعيد الجبهة، عدم القدرة على النفخ أو التصفير، ميلان الفم ويظهر جليا عند محاولة الابتسام أو الضحك «ابتسامه ملتويه»، نزول الماء من زاوية الفم أثناء الشرب أو المضمضة، الم تحت الاذن، تجمع الاكل بين الخد واللثة، خدر أو تنميل بالجهة المتأثرة خاصة حول الشفتين، نزول الدمع «دموع التماسيح» أو جفاف العين.

## الأسـباب
لايوجد أسباب معروفه، وعلى اية حال ان للأسباب التالية دوراً كبيراً في حدوث الإصابة:
- العدوى والالتهابات الفيروسية المباشرة للعصب السابع.
- الامراض الفيروسية مثل النكاف والحصبة الألمانية.
- اصابات البرد (التعرض للتيار الهوائي البارد).
- اصابة العصب مباشرة كالحوادث أو العمليات الجراحية.
- الاصابات الوعائية والدماغية مثل السكتة الدماغية.
- الضغط المباشر على العصب بسبب ورم أو عظم.
- مرض السكري.
- الثلث الأخير من الحمل.
- الوراثة.

## العلاج
يعتمد العلاج الصحيح والسريع والبدء بالعلاج المناسب وإحالة المريض إلى اخصائي العلاج الطبيعي. كما أن الحالة النفسية للمريض لها دورا كبيرا في التحسن. لذا لابد من توضيح الإصابة للمريض ومشاركته وتطمينه بان أغلب الحالات أي ما يقارب 70% إلى 80% تتشافى باذن الله خلال بضعة اسابيع من خلال المواظبة على العلاج والمتابعة.
يمكن ان نقسم العلاج التأهيلي إلى مايلي:
- الاجراءات الوقائية بعد الإصابة، العلاج بالادوية، العلاج الطبيعي والعلاج الجراحي.
- الاجراءات الوقائية بعد الإصابة، حيث ينصح عادة باتخاذ بعض الاجراءات الوقائية بعد الإصابة مثل استعمال الدموع الاصطناعية لمنع جفاف قرنية العين وبالتالي حمايتها من التقرح ومرهم ليلاً أو استعمال جهاز الرطوبة بالغرفة للحفاظ على القرنية ليلا رطبة. لبس رقعة أو تغطية العين واستعمال النظارات الشمسية، الابتعاد عن ضوء الشمس والتلفاز، مضغ العلكة باستمرار لتنشيط العضلات والاعصاب.

### العلاج بالأدوية
حيث تشمل المعالجة الدوائية الكورتيزون ومضادات الفيروسات واستعمال الباراسيتامول مثل البانادول.

### العلاج الطبيعي
يلعب العلاج الطبيعي دورا هاما في العلاج والتحسن السريع حيث يخضع المريض إلى جلسات علاجية تشمل:
- إجراء مساج من قبل المعالج وبطرق معينه قبل الدخول في طرق العلاج الاخري.
- إعطاء بعض التمارين لاعادة تاهيل عضلات الوجه ويتم تطبيقها امام المرآه.
- استعمال الاشعه تحت الحمراء.
- الاشعه أو الموجات القصيرة لتخفيف حدة الالم والتهابات.
- التنبية الكهربائي لنقاط محدده على الوجه تعمل على إعادة عمل العضلات والاعصاب.
- بعد الخروج من المركز العلاج الطبيعي يجب عليه في البيت إجراء مساج خفيف مع إجراء التمرينات التأهيل

قد يستمر المريض بالتردد على اخصائي العلاج الطبيعي مدة قد تصل إلى شهر في حالات الإصابة المتوسطة اما الاصابات الحادة قد تتطلب وقتا وجهدا أكثر.

## العملية الجراحية
قد تكون الجراحة قادرة على تحسين نتائج شلل العصب الوجهي الذي لم يشفَ. هنالك عدد من التقنيات المختلفة. إن جراحة الابتسامة أو ترميم الابتسامة هي عملية جراحية تعيد الابتسامة للأشخاص المصابين بشلل العصب الوجهي.